# Seteremaeus spinosus
Seteremaeus spinosus är en kvalsterart som beskrevs av Hammer 1971. Seteremaeus spinosus ingår i släktet Seteremaeus och familjen Cymbaeremaeidae. Inga underarter finns listade i Catalogue of Life.